# Katana

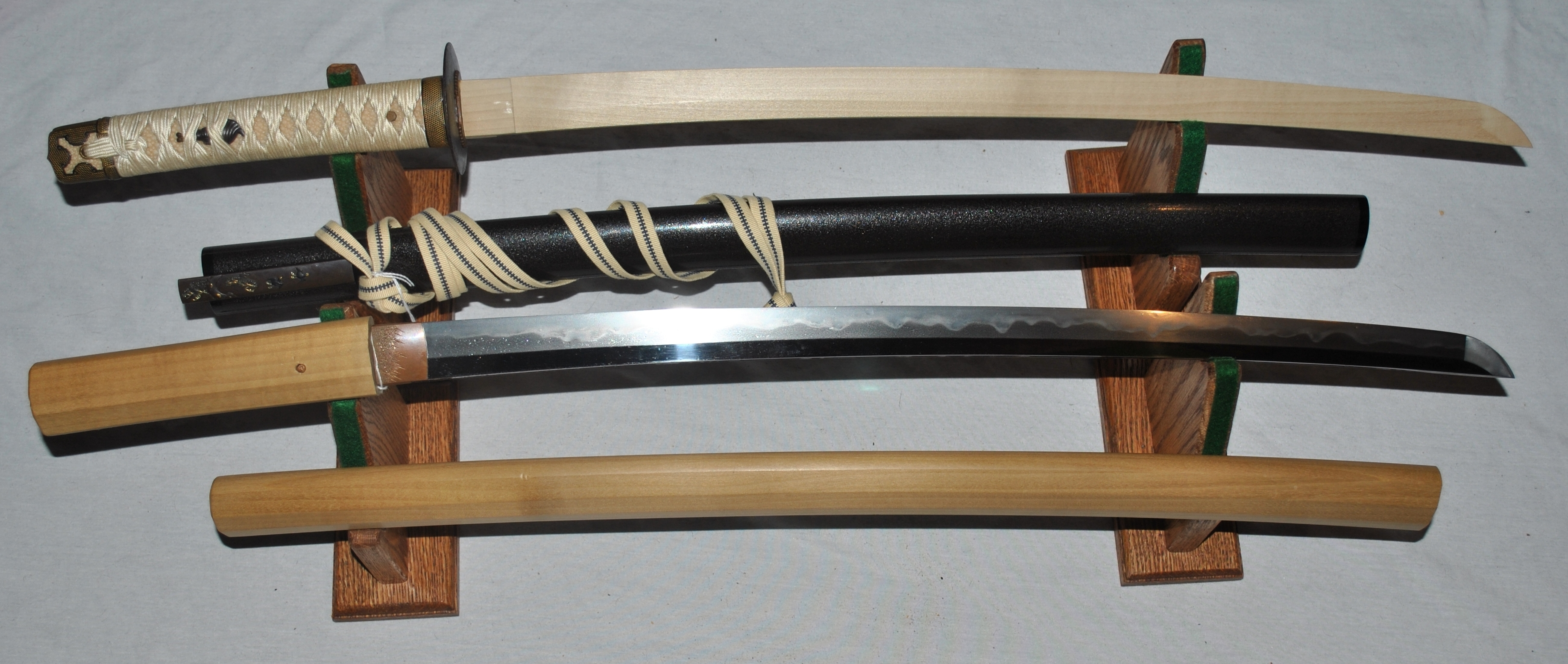
Katana

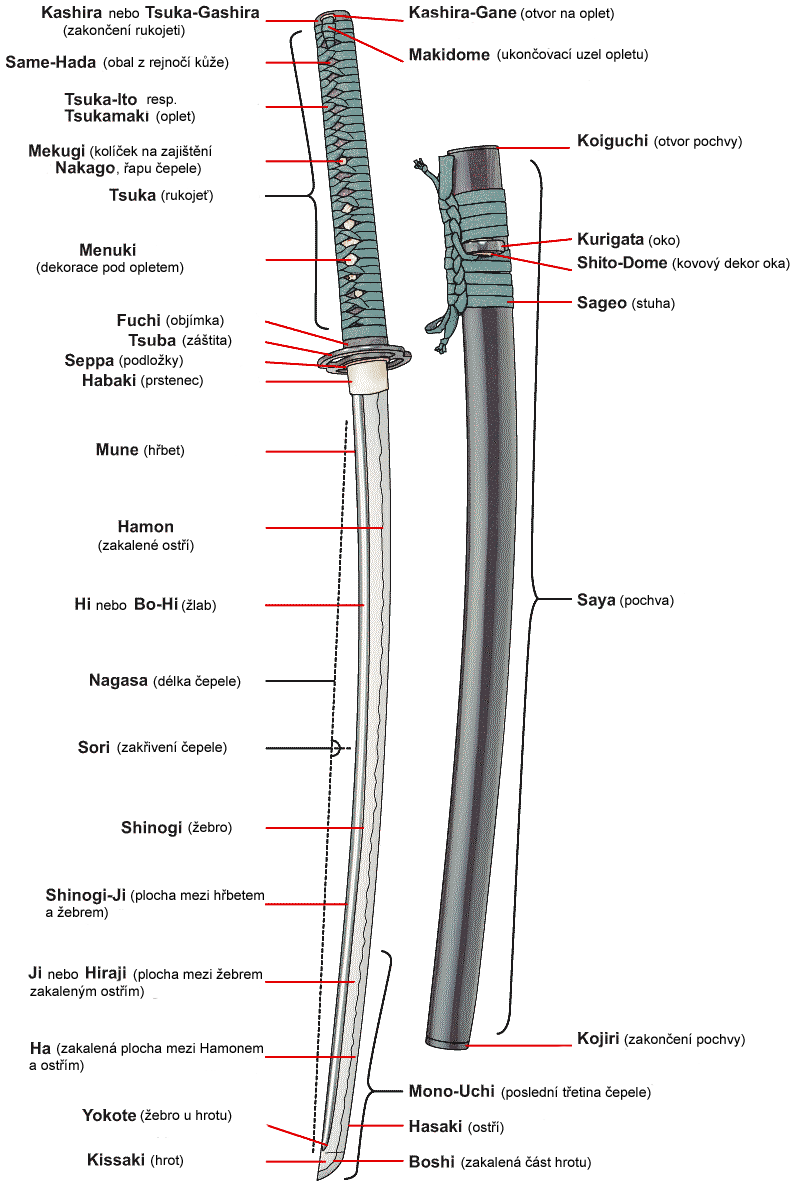
Schéma katany s popisem

Katana (japonsky: 刀; katana) je druh japonského meče používaného od 15. století. Katana má zakřivenou čepel, obdobně jako šavle, s jedním ostřím (ha), záštitou (cuba) a rukojetí (cuka) s oválným průřezem. Délka bývala od dvou do tří šaku (šaku = 30,3 cm). Byla nošena samuraji vetknuta za pásem obi ostřím nahoru, tradičně společně s krátkým mečem wakizaši nebo s osobní samurajskou dýkou nazývanou tantó. Dvojice mečů katana a wakizaši se nazývala daišó a byla symbolem třídy samurajů. Souprava dvou mečů daišó se stala pro samuraje standardní výzbrojí v období Muromači. Dlouhá katana byla používána pro boj v otevřených prostorách, zatímco krátké wakizaši nebo tantó bylo používáno pro boj ve stísněných prostorách nebo k rituální sebevraždě tzv. seppuku. Tyto meče mohli v určité době nosit i řemeslníci a obchodníci.
Čepel je tvořena tvrdou (s vyšším obsahem uhlíku) a měkkou ocelí (s nižším obsahem uhlíku). Existují různé kombinace tvrdého a měkkého materiálu. Nejčastěji se vyskytující skladba je kobuse-gitae (tvrdý plášť, měkké jádro). Ostří katany je kaleno na (hamon), tím je zvětšena tvrdost ostří při zachování pevnosti čepele. Zbytek čepele je nekalený a měkčí pro snížení možnosti zlomení čepele.
V dnešní době se kvalitní katany i wakizaši vyrábějí tradiční technologií buď z oceli tamahagane, nebo z orošigane. Cena takového meče začíná přibližně na 400 000–500 000 jenů (80 000–100 000 korun). Meče vyrobené z vysoceuhlíkaté oceli bez použití tradičních technologií lze považovat za napodobeniny bez umělecké hodnoty.

## Historie japonských mečů

### Dávná historie
Před rokem 987 byly japonské meče rovné čokutó nebo jiné meče různých tvarů. V Heianském období (8. až 11. století) se vyrábění mečů vyvinulo za pomocí metod přinesených z Číny po obchodních cestách na začátku 10. století za dynastie Tchangů a také přes Sibiř a Hokkaidó – teritorium Ainuů. Ainuové používali meče warabite-tó, které ovlivnily vývoj katany, jež se držela oběma rukama a byla používána k sekání. Podle legendy byl japonský meč vynalezen kovářem Amakunim (700 n. l.) a s ním také jedinečný způsob zpracování oceli. Ve skutečnosti se ale způsoby zpracování oceli a meče s jedním ostřím dostaly do Japonska z Číny na začátku 10. století.
Meče vyrobené mezi roky 987 a 1597 jsou nazývány kotó (dosl. staré meče) a jsou považovány za počátky japonského umění zbraňového kovářství. Rané modely měly nepravidelné zakřivení. Toto zakřivení bylo největší u rukojeti. Postupem času se centrum křivosti přesunulo více ke špičce čepele. Katana, jak ji známe dnes, se svým silným zakřivením má svůj počátek v meči označovaném jako tači, který byl vyvinut ve středním heianském období, aby sloužil potřebám sílící vojenské vrstvy. Zakřivení meče reflektuje změnu bojového stylu v Japonsku. Do popředí se dostala jízda a starší rovné meče byly nevhodné pro boj ze hřbetu koně. Zakřiveným mečem se totiž výrazně snadněji seká.
Tači, meč rozměrově větší než katana, byl nošen zavěšený ostřím dolů. Když byl válečník oděn v plné zbroji, měl s sebou vždy ještě krátký meč 'košigatana', což byl krátký, jednoruční meč, často bez záštity. Mohl také jako druhý meč použít osobní dýku, tzv. Tantó.
Mongolská invaze do Japonska odstartovala další fázi vývoje japonského meče. Samurajové byli přinuceni opustit tradiční lukostřelce na koních a nahradit je jízdou vybavenou pro boj z blízka. Přitom však přišli na to, že tači je příliš subtilní a náchylné na poškození při střetu s těžkou koženou zbrojí, jakou používali Mongolové. Japonští kováři tedy začali vyrábět meče pádnější.
V šestnáctém století (období Sengoku) propukla občanská válka, která vyvolala potřebu velké produkce mečů. Samurajové stále více potřebovali meč pro boj z blízka. Stále větší množství vojáků vyzbrojených dlouhým kopím (jari) vedlo k vývoji tzv. učigatany v jednoruční i obouruční verzi. Jak občanské války pokračovaly, učigatana nahradila tači jako nová primární zbraň samurajů.

### Nové meče
V dobách míru se kováři vrátili k výrobě kvalitních uměleckých mečů a na počátku období Azuči-Momojama došlo k návratu vysoce kvalitních kusů. Techniky starých kovářů byly zapomenuty a nové meče byly nazývány šintó. Do módy také vešlo rytí ornamentů, které měly většinou náboženský charakter.
V období Meidži, při modernizaci Japonska a masivním rozšiřování palných zbraní, bylo zakázáno nošení zbraní na veřejnosti. Téměř ze dne na den trh s meči upadl a kováři přišli o práci. Cenné znalosti tak upadly v zapomnění. Katany používaly pouze některé ozbrojené bezpečnostní složky, např. policie.
Umění šermu se vyučovalo v minimálním množství tak, aby policisté byli schopní alespoň jednoduchého používání meče.

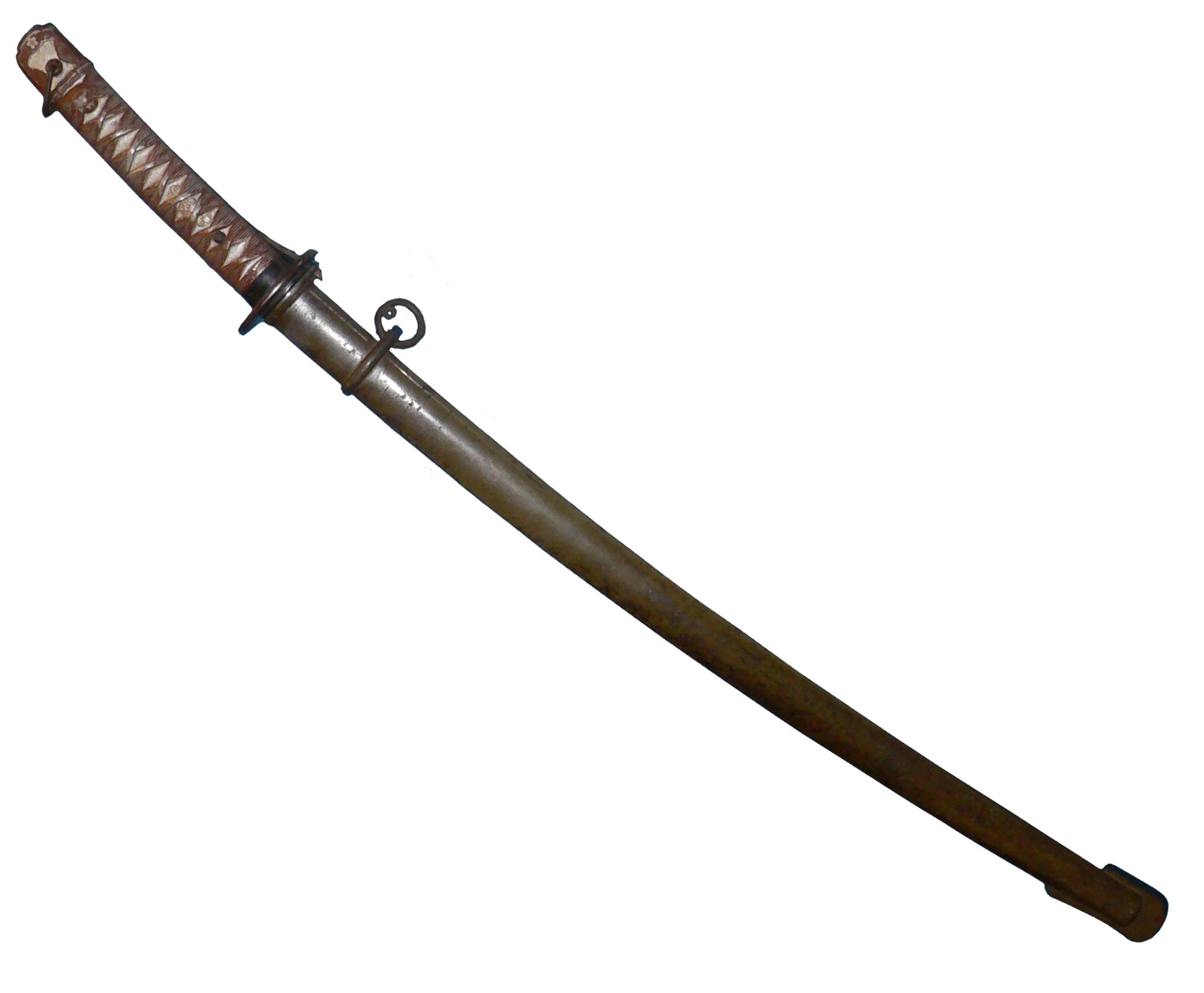
Důstojnický meč Typ 94 vyrobený podle armádní specifikace z roku 1934.

Kovářské umění prožilo oživení na počátku 20. století, když se meči začala vybavovat moderní armáda. Tyto meče se nazývaly kaiguntó a napodobovaly západní šavle. Meče vyráběné tradičním způsobem se nazývaly gendaitó a umění jejich výroby přežilo jen díky několika málo jedincům. Takové meče používali jen vysocí důstojníci. Studenti kovářů ovládajících tradiční výrobu meče byli velice vážení a byli považováni za nositele umění, které symbolizovalo japonskou kulturu. V roce 1934 vydala japonská vláda vojenskou specifikaci pro nový vojenský meč šinguntó, který se podobá starým mečům tači. Podle této a pozdějších novějších specifikací byla vyrobena drtivá většina mečů používaných v 2. světové válce.

### Moderní doba
Po porážce Japonska za 2. světové války byly všechny japonské ozbrojené síly rozpuštěny a výroba ostrých mečů byla povolena pouze na speciální policejní nebo vládní povolení. Veškeré meče měly být obyvatelstvem odevzdány americké okupační správě a zničeny. O zrušení tohoto rozkazu se zasadil Dr. Honma Džundži. Při setkání s generálem Douglasem MacArthurem mu Dr. Honma demonstroval meče z různých období japonské historie. MacArthur tak viděl výrazný rozdíl mezi uměleckými a bojovými meči. Díky tomuto setkání byl rozkaz upraven tak, že meče umělecké byly podrobeny evidenci a meče bojové byly zlikvidovány. I přes to se však americkým vojákům rozdala jako válečná kořist velká spousta katan a guntó. V roce 1958 bylo v Americe více japonských mečů než v Japonsku. Velká většina těchto mečů (více než milion kusů) byla vojenských typů guntó, ale stále tu byla početná část starších mečů.
Kováři se zaměřovali na výrobu nebojových předmětů už po období Edo, ale regulace po 2. světové válce téměř zlikvidovala tradiční mečířské řemeslo. Několik málo kovářů v jejich výrobě pokračovalo a Dr. Honma se stal zakladatelem Společnosti na ochranu japonského meče (日本美術刀剣保存協会, Nippon Bidžucu Tóken Hozon Kjókai). Jejich úkolem se stalo uchování starých technik výroby klasických japonských zbraní. Za pomoci všech podobně smýšlejících lidí se katanu podařilo zachránit od vymizení a podařilo se také znovuobjevit některé prastaré způsoby její výroby.

## Součásti japonského meče
Hotový meč se skládá ze dvou částí, samotné čepele a soupravy (koširae). Pro znalce a sběratele je důležitá především samotná čepel, která nese odkaz doby či mečíře, přičemž u starších kusů se souprava mohla i několikrát změnit (z důvodu poškození originálu apod.), nicméně kvalitně zpracovaná souprava je taktéž cenným sběratelským artiklem a ceny historických souprav se mnohdy vyrovnávají cenám čepelí.

### Čepel
Souhrnný popis částí meče je vidět přímo na přiloženém obrázku. Z hlediska funkčnosti meče jsou nejdůležitější části především hamon, sori a kissaki. Přítomnost hamonu, neboli zakalené části ostří, propůjčuje meči unikátní vlastnosti. Spojením hřbetu čepele z měkké oceli a zakaleného ostří je dosaženo velké pevnosti čepele s odolným a dobře brousitelným ostřím. U původních (a v současnosti dražších a kvalitně vyrobených) mečů je navíc do čepele z tvrdší oceli vloženo měkké jádro, což jen tyto vlastnosti posiluje. Samotná ocel, použitá na výrobu japonského meče (tamahagane, orošigane) je již pak zvláštní kapitola.
Zakřivení čepele, sori, ovlivňuje především použití meče, přičemž ideální hodnota je odlišná dle názorů šermířů. Nicméně platí, že příliš malé sori (prakticky rovný meč) ztěžuje tradiční použití meče při seku (kdy je nutné vést zároveň sek i řez), zatímco příliš velké sori činí meč prakticky nepoužitelný. Kissaki, neboli hrot meče je taktéž volbou šermíře, neboť různé druhy a délky hrotů mívají různá využití. Například pro bojové umění iai je doporučován meč s menším hrotem, aby nečinilo problémy rychlé vytasení meče.

### Souprava
Základem soupravy je samozřejmě cuka (rukojeť) a saja (pochva), bez nichž by meč nebyl použitelný. Obojí je vyrobeno z měkkého dřeva, v Japonsku bývala často používaná magnólie, přičemž správně vytvořená cuka a saja musí přesně doléhat na čepel a nakago (řap), není přípustná žádná vůle, především u cuky. Řap čepele je v rukojeti pojištěn pomocí jednoho (přípustné jsou i dva) bambusového kolíčku mekugi. Na druhé straně drží meč v pochvě prstenec habaki. Samotná povrchová úprava se různí, saja se většinou lakuje, u dražších souprav bývá i potažena rejnočí kůží. Cuka je taktéž potažena rejnočí či žraločí kůží a je opletena stuhou nebo koženým řemínkem cukaito (přičemž existuje spousta metod a vzorů opletu cukamaki). Pod cukaito bývají ještě vloženy dva kusy ozdobných menuki, které plní především dekorační funkci (ale také zlepšují držení).
Dalším funkčně důležitým prvkem je cuba (záštita), nejen že chrání ruku šermíře, ale také často doplňuje estetickou hodnotu meče, zvlášť pokud je umně zpracována. V současnosti se najdou sběratelé, které se soustředí pouze na cuby a kvalitní kusy mohou dosáhnout i milionových cen. Poslední z důležitých částí je pak sageo, bavlněná tkanice protažená kurigatou a sloužící především k upevnění meče k oděvu.
Jelikož soupravy meče sloužily hlavně k dekoračním účelům (k jedné čepeli mohlo být více souprav, jedna k boji, další pro slavnostní příležitosti atd.) a samotný pobyt meče dlouho v saja nesvědčil, vyráběla se také souprava šira-saja, což je pouze dřevěná schránka na meč skládající se ze saja a nijak nezdobené čistě dřevěné cuky (bez cukamaki i rejnočí kůže), kde meč „odpočíval“, pečlivě naolejován.

### Podobné meče
- Tači/Nodači/Odači, obecně dlouhý nebo též polní japonský meč.
- kodači, obecně krátký japonský meč.
- Wakizaši, krátká čepel obvykle nošená spolu s katanou.
- Nindžató, meč kratší než katana s rukojetí jako katana, rovný nebo mírně zakřivený.